# The Brutalist
The Brutalist er en amerikansk film fra 2024 af Brady Corbet.

## Medvirkende
- Adrien Brody som László Tóth
- Felicity Jones som Erzsébet Tóth
- Guy Pearce som Harrison Lee Van Buren
- Joe Alwyn
- Alessandro Nivola
- Jonathan Hyde
- Isaach De Bankolé
- Raffey Cassidy